# 在原弘景
在原 弘景（ありわら の ひろかげ、生没年不詳）は、平安時代前期の貴族。弾正尹・阿保親王の孫。刑部少輔・在原仲平の子。官位は正五位下・右馬頭。

## 経歴
陽成朝にて、左衛門少尉を経て、元慶3年（879年）従五位下に叙爵し、のち中務少輔に任ぜられる。
元慶8年（884年）2月の光孝天皇践祚に際して近江国の固関使を務め、同年12月には美作国に派遣されて野禽の狩猟を行っている。仁和2年（886年）従五位上・右衛門権佐に叙任される。
宇多朝では、正五位下・右近衛少将に叙任されたのち、寛平6年（894年）五位蔵人に補せられて天皇の身近に仕えるが、翌寛平7年（895年）には病気により蔵人を辞任している。寛平9年（897年）右近衛少将から少納言に遷り、のち右馬頭も務めた。

## 官歴
注記のないものは『日本三代実録』による。
- 時期不詳：正六位上。左衛門少尉
- 元慶3年（879年） 正月7日：従五位下
- 時期不詳：中務少輔
- 元慶8年（884年） 2月5日：固近江関使
- 仁和2年（886年） 正月7日：従五位上。2月21日：右衛門権佐
- 時期不詳：正五位下。右近衛少将[3]
- 寛平6年（894年） 正月7日：五位蔵人[4]
- 寛平7年（895年） 2月21日：見民部権大輔兼右近衛少将[5]。8月：辞五位蔵人（依病）[4]
- 寛平9年（897年） 7月5日?：少納言[3]
- 昌泰元年（898年） 10月20日：見右馬頭[6]